# ژاپن در المپیک تابستانی ۱۹۹۶
ژاپن در بازی‌های المپیک تابستانی ۱۹۹۶ که در شهر آتلانتا ایالات متحده آمریکا برگزار شد، کاروان ژاپن با ۳۰۶ ورزشکار در این رقابت‌ها شرکت کرد و موفق به کسب ۱۴ مدال (۳ طلا، ۶ نقره، ۵ برنز) شد. در جدول رتبه‌بندی توزیع مدال‌ها، ژاپن در ردهٔ ۲۳ مسابقات قرار گرفت.